# Homokóra

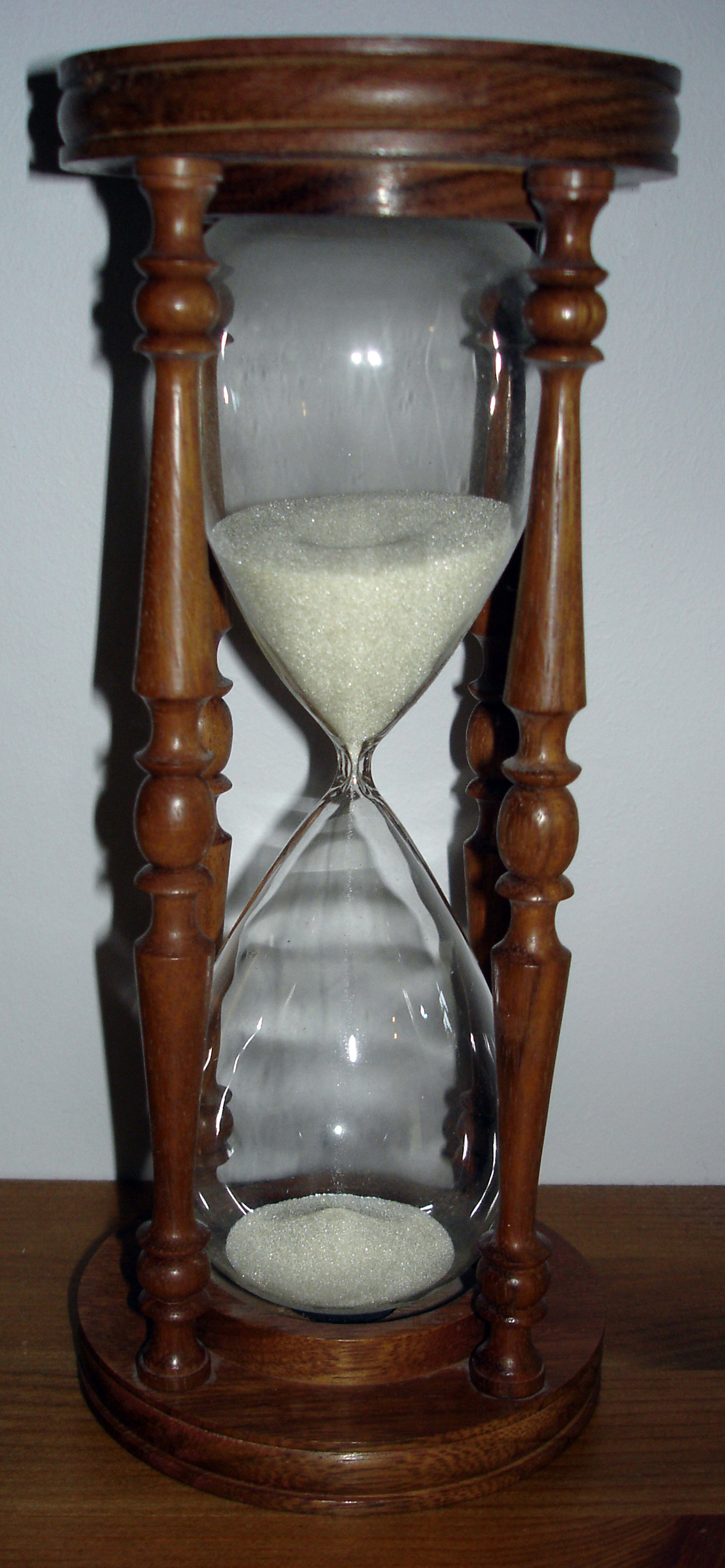
Homokóra

A homokóra az időmérés egyik régi eszköze. 
Két, egyforma nagyságú, nagyjából kúp alakú edényből áll, amelyek lyukas csúcsait egymáshoz illesztették. A felső edényt homokkal töltik meg, amely bizonyos idő alatt a nyíláson át az alsó edénybe folyik. Ha a felső edény kiürült, a homokórát megfordítják, hogy ismét a homokkal telt edény álljon felül.
A homokóra a felső kúpból meghatározott idő alatt kiürülő anyag időszükségletét jelzi, ami a felhasználás szempontját szem előtt tartva egy előre beállított érték (pl. 3 perc, fél óra stb.). Ezt az időt az üveg alakja, mérete és a benne lévő anyag mennyisége és minősége határozza meg. A homokóra a köztes időt általában nem jelzi, illetve az nem olvasható le. 
Az eltelt ciklusidő az utolsó homokszem leesésekor telik le. Ez az idő hosszú, folyamatos használat alatt kis mértékben változhat, mivel a legördülő homokszemek egymáshoz dörzsölődnek, ezért alakjuk változhat, ami befolyásolja az eltelt időt. Az eltérés a felhasználás szempontjából elhanyagolható.
Homokórát csak akkor tudtak készíteni, amikor az üvegfúvás mesterségét már megismerték. Nem tudni, mikor, hol készítették az első homokórákat. Európában Michelangelo egyik tanítványát tartják feltalálójának, de ez nem bizonyos. Tény, hogy a 16. században már használták. Lehetséges, hogy az arabok találták fel, akiknek a finom, száraz homok bőven rendelkezésükre állt, bár a homokszemek egyformaságára törekedniük kellett, amit valószínűleg többszöri átszitálással értek el. 
A középkori és reneszánsz festők a mulandóságot gyakran jelképezték homokórával, amelyet egy csontváz csontkeze fordít meg. Homok helyett higanyt is használtak, sőt ólomporral is készült „homokóra”.[forrás?]

## Használata
- A 17. században Rivaltus csillagászati megfigyeléseknél használta;
- Használták a hajók sebességének mérésénél, a mérőorsó kivetésénél.
- A 20. század végéig telefonbeszélgetések időtartamának mérésére használtak (díjszabási okokból) 3 percre beállított homokórákat, műanyag edényekkel.
- Ma leggyakrabban a lágytojás főzési idejének mérésére használják.

Előnye, hogy működéséhez semmiféle külső energiaforrás nem kell (sem elektromos, sem mechanikus), ezért nem is romolhat el.

## Az időmúlás jelképe
- A homokóra az idő és a halál attribútuma a keresztény liturgiában; rendszerint csontváz mellett ábrázolják, amely homokórát visel a kezében vagy a fején. Főleg falusi templomokban használták még a 19. század végén is: a szószékre állították fel, hogy a pap meghatározhassa prédikációjának időtartamát.
- Az informatikában a homokóra piktogramja azt jelzi, hogy a felhasználónak várakoznia kell.